# Доња Трамошница (Пелагићево)
Доња Трамошница је насељено мјесто у општини Пелагићево, Република Српска, БиХ. Према попису становништва из 2013. године, у насељу је живио 471 становник.

## Мјесна заједница
МЗ Доња Трамошница се састоји од насељених мјеста Орлово поље, Њивак, Чардак и Граб.

## Становништво
| Демографија | Демографија | Демографија |
| Година      | Становника  | Становника  |
| ----------- | ----------- | ----------- |
| 1948.       | 1.143       |             |
| 1953.       | 1.269       |             |
| 1961.       | 1.449       |             |
| 1971.       | 1.628       |             |
| 1981.       | 1.839       |             |
| 1991.       | 1.753       |             |
| 2013.       | 471         |             |